# Всеукраїнський клуб бомбардирів
Всеукраїнський клуб бомбардирів — символічна група українських та іноземних футболістів, які забили щонайменше 100 голів за час своєї кар'єри у вищій, першій і другій лігах чемпіонату України, Кубку України, Суперкубку України, європейських кубках, офіційних і товариських матчах національної, молодіжної, юнацької (всіх вікових категорій) збірних України. Суттєвою відмінністю цього клубу від інших подібних є те, що автор зараховує голи в матчах, які були анульовані через зняття команд із чемпіонату.

## Історія створення
В номері газети «Український футбол» від 17 березня 2015 року вперше було опубліковано дані про створення символічного клубу за авторством Миколи Нестеренка.

## Умовні найменування
- В — голи у вищій лізі чемпіонату України.
- І — голи у першій лізі чемпіонату України.
- ІІ — голи у другій лізі чемпіонату України.
- МП — голи у молодіжному турнірі команд УПЛ, а раніше турнірі дублерів.
- КУ — голи в розіграшах Кубка України.
- СК — голи в розіграшах Суперкубка України.
- НАЦ — голи в товариських і офіційних матчах національної збірної України.
- МОЛ — голи в товариських і офіційних матчах молодіжної збірної України.
- ЮН — голи в товариських і офіційних матчах юніорських збірних України всіх вікових груп.
- ЄК — голи в розіграшах Ліги чемпіонів, Кубка УЄФА, Суперубка УЄФА, Кубка володарів Кубків і Кубка Інтертото.

## Члени клубу
Станом на 19 липня 2021 року
|  | #   | Гравець | Разом | В   | І   | ІІ  | МП | КУ | СК | НАЦ | МОЛ | ЮН | ЄК |
|  | 1   | Андрій Ярмоленко «Десна», «Динамо» (Київ) | 216   | 99  | 12  | 0   | 17 | 19 | 0  | 42  | 3   | 5  | 19 |
|  | 2   | Євген Селезньов Арсенал (Київ), «Шахтар» (Донецьк), «Дніпро» (Дніпропетровськ), "Колос" (Ковалівка) | 211   | 116 | 19  | 9   | 30 | 12 | 0  | 11  | 0   | 0  | 14 |
|  | 3   | Андрій Шевченко «Динамо» (Київ) | 205   | 83  | 16  | 0   | 0  | 21 | 0  | 48  | 6   | 6  | 25 |
|  | 4   | Олександр Косирін «Віктор» (Запоріжжя), «Динамо» (Київ), ФК «Черкаси», ЦСКА (Київ), «Арсенал» (Київ), «Чорноморець» (Одеса), «Металург» (Донецьк), «Дністер» (Овідіополь), «Говерла-Закарпаття» (Ужгород)          | 200   | 84  | 74  | 13  | 10 | 13 | 0  | 0   | 4   | 0  | 2  |
|  | 5   | Сергій Ребров «Шахтар» (Донецьк), «Динамо» (Київ) | 198   | 123 | 0   | 0   | 2  | 20 | 0  | 15  | 7   | 0  | 31 |
|  | 6-7 | Андрій Воробей «Шахтар» (Донецьк), «Дніпро» (Дніпропетровськ), «Арсенал» (Київ), «Металіст» (Харків) | 184   | 105 | 2   | 20  | 7  | 25 | 0  | 9   | 3   | 0  | 13 |
|  | 6-7 | Олександр Алієв «Борисфен-2» (Бориспіль), «Динамо» (Київ), «Металург» (Запоріжжя), «Дніпро» (Дніпропетровськ) | 184   | 27  | 55  | 4   | 66 | 3  | 0  | 6   | 14  | 5  | 4  |
|  | 8   | / Максим Шацьких «Динамо» (Київ), «Арсенал» (Київ), «Говерла» (Ужгород) | 180   | 124 | 7   | 1   | 1  | 24 | 0  | 0   | 0   | 0  | 23 |
|  | 9   | Сергій Чуйченко «Поліграфтехніка» (Олександрія), «Дніпро» (Дніпропетровськ), «Ворскла» (Полтава), «Нафтовик-Укрнафта» (Охтирка), «Електрон» (Ромни), «Металіст» (Харків)                                           | 165   | 30  | 116 | 8   | 0  | 8  | 0  | 0   | 0   | 0  | 3  |
|  | 10  | Олександр Гладкий «Металіст» (Харків), ФК «Харків», «Шахтар» (Донецьк), «Дніпро» (Дніпропетровськ), «Карпати» (Львів), "Зоря" (Луганськ)                                                                           | 157   | 93  | 7   | 2   | 10 | 13 | 4  | 1   | 5   | 14 | 8  |
|  | 11  | Валентин Полтавець «Шахтар» (Павлоград), «Віктор» (Запоріжжя), «Металург» (Запоріжжя), «Дніпро» (Дніпропетровськ), «Арсенал» (Київ), «Чорноморець» (Одеса), «Дністер» (Овідіополь), «Одеса»                        | 152   | 77  | 50  | 6   | 4  | 14 | 0  | 0   | 0   | 0  | 1  |
|  | 12  | Артем Мілевський «Динамо» (Київ) | 142   | 57  | 18  | 3   | 14 | 11 | 3  | 8   | 7   | 5  | 16 |
|  | 13  | Павло Онисько «Карпати» (Львів), ФК «Львів», «Іллічівець» (Маріуполь), «Газовик-Скала» (Стрий), «Ворскла» (Полтава), «Кримтеплиця» (Молодіжне), «Оболонь» (Київ), «Прикарпаття» (Івано-Франківськ)                 | 146   | 1   | 91  | 43  | 4  | 7  | 0  | 0   | 0   | 0  | 0  |
|  | 14  | Костянтин Бабич «Металург» (Нікополь), «Дніпро» (Дніпропетровськ), «ЦСКА» (Київ), «Чорноморець» (Одеса), «Ворскла»\|, «Іллічівець», «Арсенал» (Київ), «Закарпаття» (Ужгород)                                       | 136   | 66  | 31  | 10  | 6  | 22 | 0  | 0   | 1   | 0  | 0  |
|  | 15  | Віктор Ареф'єв «Сілур» (Харцизьк), «Сталь» (Алчевськ), «ЦСКА» (Київ), «Олімпік» (Донецьк) | 134   | 3   | 71  | 49  | 0  | 11 | 0  | 0   | 0   | 0  | 0  |
|  | 16  | Богдан Єсип «Динамо» (Київ), «Зірка» (Кіровоград), «Карпати» (Львів), «Закарпаття» (Ужгород), «Нафтовик-Укрнафта» (Охтирка), «Кримтеплиця» (Молодіжне), «Суми», «Олімпік» (Донецьк)                                | 133   | 3   | 100 | 18  | 0  | 10 | 0  | 0   | 0   | 2  | 0  |
|  | 17  | Олексій Бєлік «Шахтар» (Донецьк), «Дніпро» (Дніпропетровськ), «Металург» (Запоріжжя) | 132   | 55  | 26  | 0   | 7  | 13 | 0  | 5   | 7   | 16 | 3  |
|  | 18  | Олег Венглинський «Динамо» (Київ), «Дніпро» (Дніпропетровськ), «Чорноморець» (Одеса) | 130   | 40  | 64  | 4   | 0  | 6  | 0  | 1   | 5   | 1  | 9  |
|  | 19  | Олександр Кожем'яченко «Десна» (Чернігів), «Сокіл» (Золочів) | 128   | 0   | 16  | 104 | 0  | 8  | 0  | 0   | 0   | 0  | 0  |
|  | 20  | Тимерлан Гусейнов «Зоря-МАЛС» (Луганськ), «Чорноморець» (Одеса), «Спартак» (Суми) | 127   | 85  | 16  | 8   | 0  | 8  | 0  | 8   | 0   | 0  | 2  |
|  | 21  | Вадим Плотников «Сталь» (Алчевськ), «Стахановець» (Стаханов) | 126   | 0   | 116 | 5   | 0  | 5  | 0  | 0   | 0   | 0  | 0  |
|  | 22  | Олег Матвєєв «Динамо» (Київ), «Шахтар» (Донецьк), «Кремінь» (Кременчук), «Металург» (Запоріжжя), «Металург» (Донецьк)                                                                                              | 122   | 81  | 17  | 6   | 0  | 17 | 0  | 0   | 0   | 0  | 1  |
|  | 23  | Луїс Адріану «Шахтар» (Донецьк) | 122   | 72  | 0   | 0   | 1  | 14 | 3  | 0   | 0   | 0  | 32 |
|  | 24  | Олександр Паляниця «Дніпро» (Дніпропетровськ), «Кривбас» (Кривий Ріг), «Верес» (Рівне), «Карпати» (Львів), «Металіст» (Харків), «Спартак» (Суми)                                                                   | 121   | 79  | 6   | 10  | 0  | 22 | 0  | 0   | 0   | 0  | 4  |
|  | 25  | Олег Гусєв «Фрунзенець-Ліга-99» (Суми), «Арсенал» (Київ), «Динамо» (Київ) | 117   | 47  | 0   | 17  | 7  | 13 | 2  | 13  | 0   | 0  | 18 |
|  | 26  | Сергій Назаренко «Дніпро» (Дніпропетровськ), «Таврія» (Сімферополь), «Чорноморець» (Одеса), «Металіст» (Харків) | 115   | 72  | 9   | 4   | 3  | 7  | 0  | 12  | 0   | 0  | 8  |
|  | 27  | Андрій Покладок «Дніпро» (Дніпропетровськ), «Таврія» (Сімферополь), «Чорноморець» (Одеса), «Металіст» (Харків) | 115   | 62  | 16  | 19  | 0  | 18 | 0  | 0   | 0   | 0  | 0  |
|  | 28  | Олександр Антоненко «Папірник» (Малин), «Система-Борекс» (Бородянка), «Іллічівець» (Маріуполь), «Оболонь» (Київ), «Арсенал» (Біла Церква)                                                                          | 113   | 1   | 15  | 56  | 41 | 0  | 0  | 0   | 0   | 0  | 0  |
|  | 29  | Сергій Мізін «Динамо» (Київ), ЦСКА (Київ), «Чорноморець» (Одеса), «Дніпро» (Дніпропетровськ), «Карпати» (Львів), «Кривбас» (Кривий Ріг), «Металіст» (Харків), «Арсенал» (Київ)                                     | 112   | 90  | 0   | 5   | 1  | 14 | 0  | 0   | 0   | 0  | 2  |
|  | 30  | Павло Паршин «Динамо» (Київ), «Нива» (Вінниця), «Електрометалург-НЗФ» (Нікополь), «Полісся» (Житомир), «Спартак» (Івано-Франківськ), МФК «Миколаїв»                                                                | 112   | 2   | 85  | 13  | 0  | 12 | 0  | 0   | 0   | 0  | 0  |
|  | 31  | / Марко Девич «Волинь» (Луцьк), Металіст (Харків), Шахтар (Донецьк) | 111   | 90  | 0   | 0   | 0  | 4  | 0  | 7   | 0   | 0  | 10 |
|  | 32  | Олександр Мелащенко «Ворскла» (Полтава), «Динамо» (Київ), «Дніпро» (Дніпропетровськ), «Кривбас» (Кривий Ріг) | 111   | 46  | 16  | 18  | 7  | 11 | 0  | 3   | 0   | 0  | 10 |
|  | 33  | Євгеній Арбузов «Титан» (Армянськ), «Гірник» (Кривий Ріг) | 111   | 0   | 0   | 102 | 0  | 9  | 0  | 0   | 0   | 0  | 0  |
|  | 34  | Василь Сачко «Оскіл» (Куп'янськ), «Волинь» (Луцьк), «Кривбас» (Кривий Ріг), «Ворскла» (Полтава) | 110   | 68  | 17  | 12  | 0  | 12 | 0  | 0   | 0   | 0  | 1  |
|  | 35  | В'ячеслав Терещенко СК «Одеса», «Чорноморець» (Одеса), «Оболонь» (Київ), «Дністер» (Овідіополь) | 109   | 25  | 27  | 42  | 5  | 10 | 0  | 0   | 0   | 0  | 0  |
|  | 36  | Олександр Гайдаш «Таврія» (Сімферополь), «Динамо» (Саки)«Металург» (Маріуполь) | 107   | 95  | 0   | 3   | 0  | 9  | 0  | 0   | 0   | 0  | 0  |
|  | 37  | Віктор Леоненко «Динамо» (Київ), ЦСКА (Київ), «Закарпаття» (Ужгород) | 107   | 67  | 13  | 0   | 0  | 12 | 0  | 6   | 0   | 0  | 9  |
|  | 38  | Олексій Антюхін «Металург» (Запоріжжя), «Таврія» (Сімферополь), «Динамо» (Київ), «Ворскла» (Полтава) | 107   | 63  | 22  | 4   | 0  | 16 | 0  | 0   | 0   | 0  | 2  |
|  | 39  | Олександр Ковпак «Черкаси», «Таврія» (Сімферополь), «Арсенал» (Київ), «Севастополь», «Ворскла» (Полтава) | 106   | 66  | 3   | 20  | 2  | 14 | 0  | 0   | 0   | 0  | 1  |
|  | 40  | Олександр Капуста «Олком» (Мелітополь) | 106   | 0   | 0   | 102 | 0  | 4  | 0  | 0   | 0   | 0  | 0  |
|  | 41  | Олександр Микуляк «Спартак» (Івано-Франківськ), ФК «Тисмениця», ФК «Калуш», «Кристал» (Чортків), ФК «Черкаси», «Кремінь» (Кременчук), «Металург» (Запоріжжя), «Таврія» (Сімферополь), МФК «Миколаїв»               | 103   | 6   | 35  | 61  | 0  | 2  | 0  | 0   | 0   | 0  | 0  |
|  | 42  | Руслан Платон «Буковина» (Чернівці), «Карпати» (Львів), ФК «Харків», «Закарпаття» (Ужгород), «Таврія» (Сімферополь), «Металург» (Запоріжжя)                                                                        | 103   | 17  | 46  | 6   | 28 | 6  | 0  | 0   | 0   | 0  | 0  |
|  | 43  | Костянтин Пінчук «Динамо» (Луганськ), «Шахтар» (Луганськ), «Металург» (Маріуполь), «Авангард-Інтер» (Ровеньки), «Молнія» (Сєвєродонецьк)                                                                           | 103   | 2   | 16  | 82  | 0  | 3  | 0  | 0   | 0   | 0  | 0  |
|  | 44  | Владислав Коробкін «Металіст» (Харків), «Оболонь» (Київ), «Красилів-Оболонь» (Красилів), «Спартак» (Івано-Франківськ), «Комунальник» (Луганськ), «Арсенал» (Харків), «Буковина» (Чернівці), «Шахтар» (Свердловськ) | 103   | 0   | 20  | 73  | 3  | 7  | 0  | 0   | 0   | 0  | 0  |
|  | 45  | Володимир Мусолітін «СК Одеса» (Одеса, «ЦСК ЗСУ» (Київ), «Нафтовик-Укрнафта» (Охтирка), «Чорноморець» (Одеса), «Ворскла» (Полтава) , «Кривбас» (Кривий Ріг), «Дністер» (Овідіополь)                                | 102   | 40  | 15  | 25  | 0  | 15 | 0  | 1   | 0   | 0  | 6  |
|  | 46  | Василь Швед «Газовик-Скала» (Стрий), «Карпати» (Львів), «Техно-Центр» (Рогатин) | 102   | 16  | 0   | 78  | 0  | 8  | 0  | 0   | 0   | 0  | 0  |
|  | 47  | Ігор Бездольний «Титан» (Армянськ), «Дніпро» (Дніпропетровськ), «Зоря» (Луганськ), «Кримтеплиця» (Молодіжне), «Житичі» (Житомир), «Гірник» (Кривий Ріг), МФК «Миколаїв»,                                           | 102   | 0   | 3   | 99  | 0  | 0  | 0  | 0   | 0   | 0  | 0  |
|  | 48  | Борис Фінкель «Буковина» (Чернівці), «Дніпро» (Дніпропетровськ), «Нива» (Вінниця), ФК «Черкаси» | 100   | 30  | 63  | 0   | 0  | 6  | 0  | 1   | 0   | 0  | 0  |
|  | 49  | Сергій Закарлюка «Металург» (Нікополь), «ЦСКА» (Київ), «Металург» (Донецьк), «Іллічівець» (Маріуполь), «Арсенал» (Київ)                                                                                            | 100   | 75  | 13  | 0   | 3  | 4  | 0  | 0   | 0   | 0  | 5  |
|  | 50  | Андрій Гусін «Газовик» (Комарно), «Карпати» (Львів), «ЦСКА-Борисфен», «Динамо» (Київ) | 100   | 35  | 36  | 3   | 0  | 11 | 0  | 9   | 0   | 0  | 6  |
|  | 51  | Петро Кондратюк «ЦСКА-Борисфен» (Київ), «Рось» (Біла Церква), «Ворскла-Нафтогаз» (Полтава), «Іллічівець» (Маріуполь), «Нива» (Вінниця), «Дніпро» (Черкаси), «Десна» (Чернігів), ФК «Львів»                         | 100   | 3   | 39  | 52  | 0  | 6  | 0  | 0   | 0   | 0  | 0  |